# Félix Witkowski
Pour les personnes ayant le même patronyme, voir Witkowski.
Félix Witkowski est un footballeur français né le 20 novembre 1923 à Marles-les-Mines et mort le 19 juin 2005 à Courcelles-lès-Lens. 
Il a été le gardien de but du Lille OSC puis de l'US Valenciennes-Anzin après guerre. Par la suite, il a entraîné le Racing Club de Lens de 1956 à 1958.

## Palmarès
- Champion de France en 1946 avec le Lille OSC
- Vice-champion de France en 1948, 1949 et 1950 avec le Lille OSC
- Vainqueur de la Coupe de France en 1948 avec le Lille OSC
- Finaliste de la Coupe de France en 1949 avec le Lille OSC et en 1951 avec l'US Valenciennes-Anzin